# Lezayre
Lezayre (« jardin de l'île » en mannois) est une paroisse administrative et insulaire du sheading d'Ayre et se situe au centre et au nord de l'île de Man. Cette paroisse est essentiellement rurale. Elle comprend les villages suivants : Ballakillingan, Garey, Kerroogarroo, Kerrowmoar, Lezayre, Milntown, Riversdale, Saint Judes, Sulby, etc.

## Population
La paroisse de Lezayre comptait 1 237 habitants au recensement de 2006 (1 134 en 2001).

### Pyramide des âges
Comparaison entre les chiffres du recensement de la paroisse de Lezayre de 2006 et celui de 2001, fournis par le gouvernement de l'île de Man :
| Hommes | Classe d’âge | Femmes |
| ------ | ------------ | ------ |
| 10     | 85 à plus    | 25     |
| 39     | 75 à 84      | 47     |
| 122    | 60 à 74      | 112    |
| 157    | 45 à 59      | 144    |
| 116    | 30 à 44      | 125    |
| 71     | 15 à 29      | 67     |
| 100    | 0 à 14       | 102    |

| Hommes | Classe d’âge | Femmes |
| ------ | ------------ | ------ |
| 19     | 85 à plus    | 22     |
| 29     | 75 à 84      | 46     |
| 95     | 60 à 74      | 96     |
| 135    | 45 à 59      | 119    |
| 118    | 30 à 44      | 133    |
| 71     | 15 à 29      | 46     |
| 105    | 0 à 14       | 100    |

## Sites de la paroisse de Lezayre

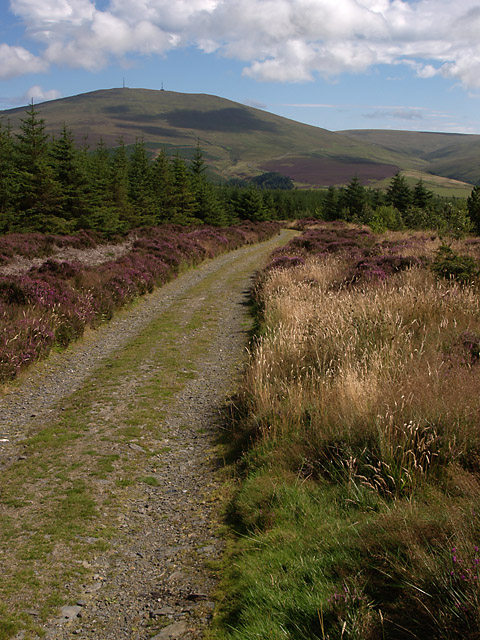
Route forestière dans la vallée de Tholt-y-Will.

La paroisse de Lezayre abrite plusieurs sites dont la renommée attire touristes et randonneurs ; il s'agit de sites naturels, comme celui de la vallée de Tholt-y-Will ou du réservoir de la Sulby, que de sites historiques, comme le Cronk Sumark.

### La vallée de Tholt-y-Will
Cette vallée se situe à proximité du réservoir de Sulby. Les pentes des collines y sont raides et les sentiers sinueux. À l'extrémité de la vallée, il est possible de visiter un centre consacré à l'artisanat mannois.

### Le réservoir de la Sulby
La construction du réservoir de la Sulby remonte aux années 1980, mais c'est dès le XIXe siècle que des projets de retenues d'eau ont vu le jour afin de faire face à l'accroissement de la population de l'île. Les réservoirs de Clypse et de Kerrowhoo étaient devenus insuffisants. Le réservoir de la Sulby se situe à Tholt-y-Will, sur la rivière Sulby.